# Wulfenia
Wulfenia es un género de plantas de flores de la familia Scrophulariaceae. 

## Especie seleccionada
- Wulfenia carinthiaca

- Datos: Q1817117
- Multimedia: Wulfenia / Q1817117
- Especies: Wulfenia